# 李奎
李奎（越南语：／，?—?），十二使君之一，号李朗公（越南语：／），据守超类（今越南北宁省顺成县），他的家乡纪录不详。967年，被丁部领所灭，是最后一批割据的使君。